# Euphorbia herbstii
Euphorbia herbstii är en törelväxtart som först beskrevs av Warren Lambert Wagner, och fick sitt nu gällande namn av Robertus Cornelis Hilarius Maria Oudejans. Euphorbia herbstii ingår i släktet törlar, och familjen törelväxter. IUCN kategoriserar arten globalt som akut hotad.
Artens utbredningsområde är Hawaii. Inga underarter finns listade i Catalogue of Life.